# Iefke van Belkum

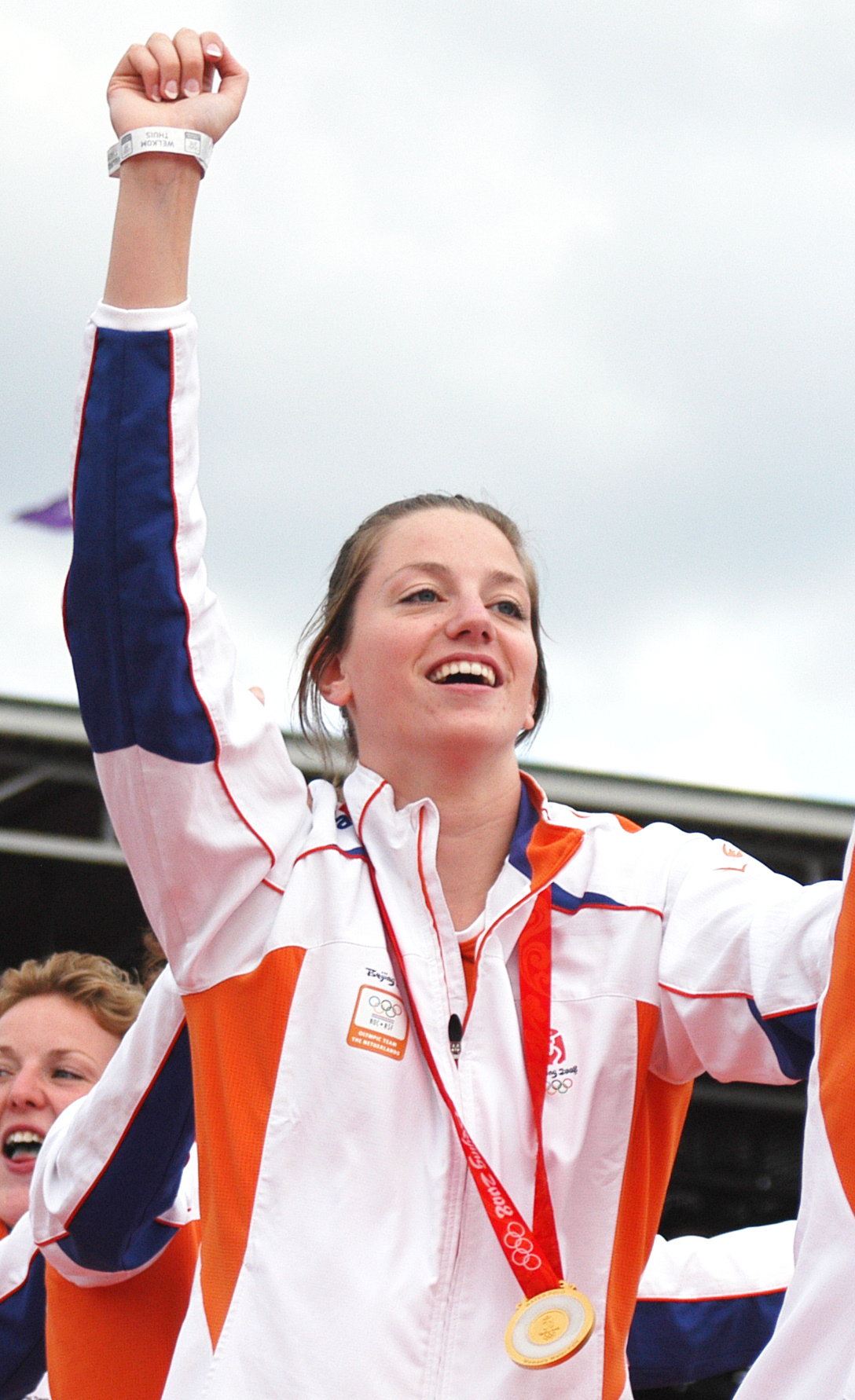
Iefke van Belkum mit der olympischen Goldmedaille 2008

Iefke van Belkum (* 22. Juli 1986 in Leiden) ist eine ehemalige niederländische Wasserballspielerin. Sie gewann 2008 die olympische Goldmedaille und war Europameisterschaftsdritte 2010.

## Sportliche Karriere
Die 1,85 m große Iefke van Belkum wurde mit der niederländischen Nationalmannschaft Neunte bei der Weltmeisterschaft 2007. Im Jahr darauf bei den Olympischen Spielen in Peking belegten die Niederländerinnen in ihrer Vorrundengruppe den dritten Platz hinter den Ungarinnen und den Australierinnen. Mit einem 13:11 im Viertelfinale gegen Italien und einem 8:7 gegen die Ungarinnen erreichten die Niederländerinnen das Finale gegen die Mannschaft aus den Vereinigten Staaten. Mit einem 9:8 im Finale gewannen die Niederländerinnen die Goldmedaille. Iefke van Belkum wirkte in allen sechs Spielen mit und erzielte insgesamt zehn Treffer, davon drei im Halbfinale und einen im Finale.
2009 erreichten die Niederländerinnen den fünften Platz bei der Weltmeisterschaft in Rom. 2010 bei der Europameisterschaft in Zagreb gewannen die Niederländerinnen ihre Vorrundengruppe. Nach einer 7:10-Niederlage gegen die Russinnen im Halbfinale siegten sie im Spiel um die Bronzemedaille mit 14:12 gegen Italien. Bei den Weltmeisterschaften 2011 und 2013 belegten die Niederländerinnen jeweils den siebten Platz. Für die Olympischen Spiele 2012 konnten sich die Niederländerinnen nicht qualifizieren.
Iefke van Belkum spielte in den Niederlanden bei De Zijl Zwemsport in Leiden. Im Lauf ihrer Karriere war sie aber auch in der griechischen und in der russischen Liga aktiv. Ihre Onkel Marc van Belkum und Stan van Belkum spielten gleichfalls für die Niederlande bei Olympischen Spielen.